# Anthophora suworzevi
Anthophora suworzevi är en biart som beskrevs av Morawitz 1888. Anthophora suworzevi ingår i släktet pälsbin, och familjen långtungebin. Inga underarter finns listade i Catalogue of Life.